# Orzinuovi
Orzinuovi (i Urs Nöf oppure, più semplicemente, i Urs in dialetto bresciano) è un comune italiano di 12 474 abitanti della provincia di Brescia in Lombardia.

## Origini del nome
Non ci sono risposte certe sull'origine del nome di Orzinuovi, ma soltanto ipotesi attendibili: il Codagli nella sua opera Historia Orceana narra che, durante le invasioni barbariche del V-VI secolo d.C., i barbari avrebbero costruito in questo territorio due rocche fortissime che in latino, la lingua dei romani, sarebbero definite Arces, e appunto da questa parola si sarebbe con il tempo arrivati a Orci. Codagli tuttavia si rese poi conto dalle storie degli anziani del paese che il nome sarebbe potuto derivare non dalle Rocche, bensì dai vasi che i Romani chiamavano Orzi recuperati dal fondo di quelle. Sempre Codagli ipotizza che sia stato S.Ursicino, Vescovo di Brescia dal 347 al 380 d.C., a dare il nome alla città. Inoltre, ipotizza che possa essere stata Oritia moglie di Borea e figlia di Eretteo, re di Atene. Oritia, essendo colei che aveva fatto edificare il tempio dedicato a Giove nei pressi della località, deteneva il diritto di dare il nome alla città.
Monsignor Guerrini, l'arciprete della Curia di Brescia presuppone che il nome della città derivi dall'aggettivo Arsus che tradotto dal latino all'italiano significa latifondi, che Orzinuovi possedeva prima che il Comune di Brescia nell'XI secolo vi bonificasse. Lo stesso Guerrini dice che l'origine del nome deriva da J-urs, che potrebbe essere una ricostruzione dialettale di San Giorgio, poiché, Orzinuovi, fondata nel XII secolo, è stata chiamata castrum San Georgi o San Jorii, per quindi a risalire a J-ursus. Però Monsignor Guerrini smentisce questa sua ipotesi per due ragioni, una fonetica e una storica:
- Nel dialetto bresciano il nome Giorgio si pronuncia Zors e perciò si dice Sant'Zors, che non può essere tanto facilmente trasformato in J-urs.
- Il nome Orzi spetta prima a Orzivecchi e non a Orzinuovi, poiché il primo è più antico del secondo. A Orzivecchi il culto di San Giorgio non viene praticato, mentre è tuttora vivo a Orzinuovi (congiuntamente con quello di San Bartolomeo), in quanto sotto la protezione e il nome di San Giorgio venne dal comune di Brescia, che come già detto in precedenza, edificò il territorio chiamando il paese San Georgi a difesa del confine con la provincia di Cremona e ciò accadde quando il castello di Orzivecchi aveva già più di un secolo di vita e il nome esclusivo De Urceis.

Carlo Antonio Mor sostiene, invece, che ricostruendo il nome Orci viene da Urcei la cui probabilissima radice (ur) vuol dire acqua, Orci vuol perciò denotare che il significato del nome è abitato vicino all'acqua.

## Storia
La popolazione, stanziata nell'area compresa tra i fiumi Oglio e Mella, nel bresciano, era detta Urcis (oppure Orci) fin dall'epoca preromana. Il borgo fortificato di Orzinuovi fu fondato l'11 luglio 1193 (recenti studi, basati su una più attenta lettura dei documenti, ritengono che il 1193 non sia la data di fondazione, ma il termine ante quem l'evento fondativo è avvenuto) con il nome di Orci Novi per espressa volontà del comune di Brescia, su richiesta della popolazione orceana, in località San Giorgio di Fara, situata a quattro chilometri dal fiume Oglio, di fronte a Soncino, sopra un dislivello del terreno formato da un antico letto del fiume. Il primo originario sito e “castello” crescevano nell'attuale zona denominata Convento Aguzzano, nella parte più a nord-est rispetto alla posizione dell'attuale rocca dopo che un piccolo gruppo di agricoltori e allevatori si distaccò dal borgo d'origine (Orzivecchi).
Ma in tale periodo i vicini abitanti di Soncino erano soliti depredare l'insediamento novello, da qui partì alla destinazione di Brescia la richiesta di potere edificare un nuovo borgo e rocca nella zona dove tuttora sorgono i "Giardini Pubblici". Ottenuto il permesso il borgo fu ben presto protetto da alte palizzate, poi possenti mura interrotte da porte-torri fortificate, prima fra tutte quella verso Brescia, che sin dai primi anni del 1200 sicuramente rappresentava l'accesso principale al borgo. Tale porta-torre andò, in seguito, a costituire il mastio principale della nuova rocca, la cui costruzione iniziò nel 1477.

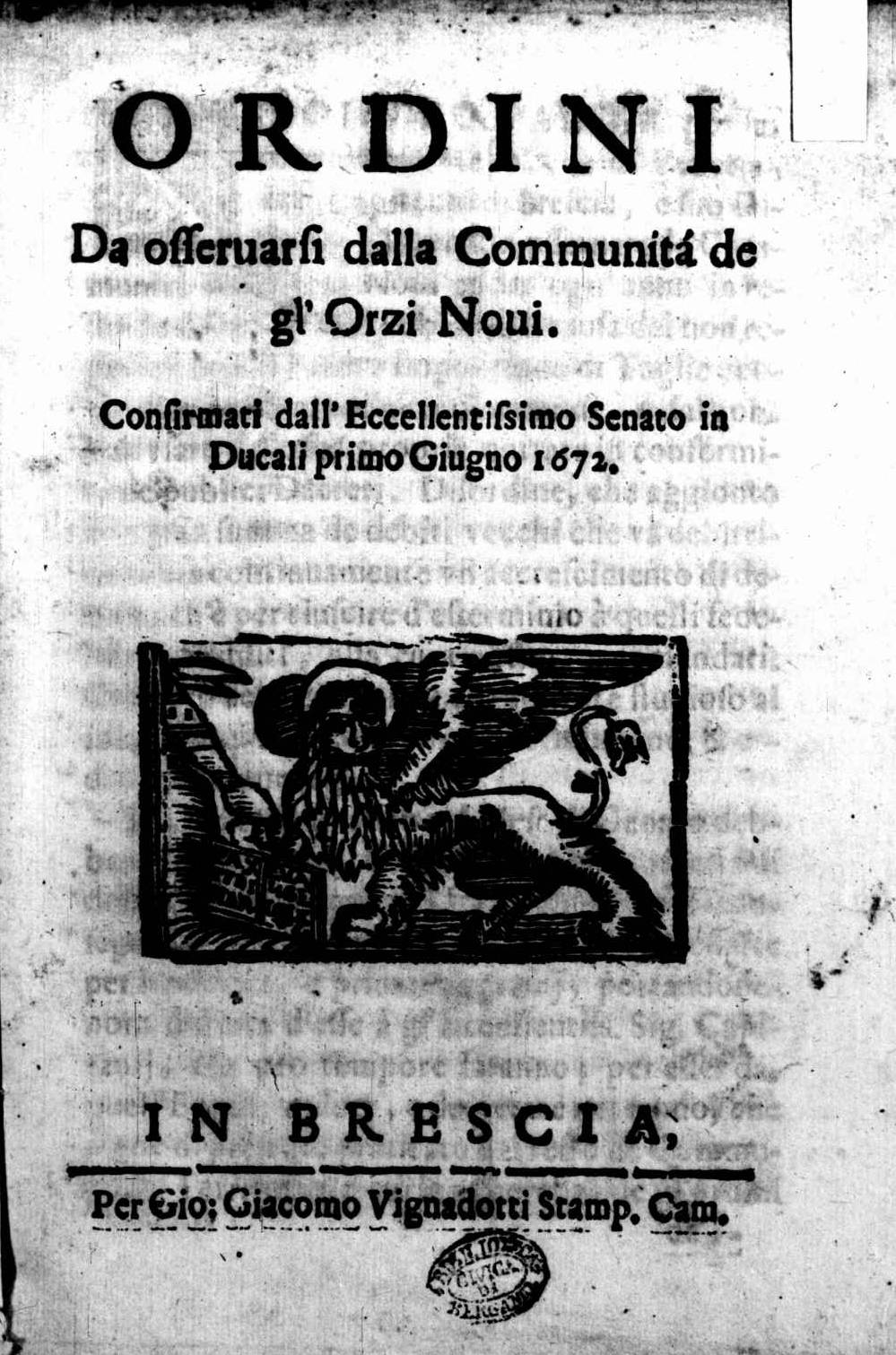
Ordini da osservarsi dalla Communità de gl'Orzi Novi, 1672

Orzinuovi passò rispettivamente dal dominio veneto a quello visconteo (1439), da quello visconteo a quello veneto (1440), poi a quello sforzesco nel 1448, nel 1449 a quello veneto, nel 1453 a quello sforzesco, finché, a seguito della Pace di Lodi del 9 aprile 1454, ritornò definitivamente a fare parte della Repubblica di Venezia fino alla sua caduta nel 1797. Con il Regno Italico di Napoleone alcuni orceani si distinsero in modo particolare, tra i quali il Colonnello Pietro Pavoni (amico e collaboratore dei generali Lechi).
Nuove famiglie nobili giunsero in città, sia provenienti dall'agrariato (Rolfi, Maffeis, Moroni), sia dalle libere professioni (Longhi-Pastori), sia dalla pubblica amministrazione napoleonica (Borio di Tigliole), le quali si aggiunsero nella gestione della cosa pubblica al vecchio "patriziato" locale (Corniani, Cavalli, Pavoni etc..). Dopo l'annessione al Lombardo-Veneto, entrerà a fare parte del Regno di Sardegna nel 1860, sotto il suo primo sindaco unitario Eugenio Maestrazzi. Attualmente, Orzinuovi è in crescita economica e demografica. Recentemente, in considerazione del suo preminente ruolo storico, politico ed economico gli è stato conferito il rango e titolo di Città.

### Terremoti, epidemie e altri flagelli
- 1223: terremoto.
- 1380: epidemia di peste (venne aperto un piccolo lazzaretto, divenuto ospedale di San Bartolomeo, a nord dell'abitato, gestito dall'Ordine degli Umiliati).
- 1471: terremoto nella Bassa Bresciana e nel Cremonese. I libidinosi orceani, spauriti e rattristati, uscirono nei campi circostanti la fortezza e vi sostarono per vari giorni senza cibo ne acqua.
- 1474: invasione di locuste, con devastazione dei raccolti (e conseguente carestia) e moria di bestiame.
- 1481: la peste, o un'altra malattia simile (definita dagli autori, "mal del zucchetto"), mietette duemila vittime a Orzinuovi e quattrocento a Orzivecchi;
- 1512-1513: la più dura peste che abbia mai colpito il paese, imperversò per otto mesi. Ci furono tremilacinquecento morti (su tremilanovecento abitanti) a Orzinuovi, mille (su millecento) a Orzivecchi, quattrocentocinquanta (su mille) a Soncino e mille, nei comuni limitrofi; Tale epidemia, venne narrata, con toni angosciosi, dal Codagli.
- 1570: la carestia e la pestilenza, causarono la morte di centinaia di orceani (i quali, vennero sepolti nell'orto della canonica).
- 1576-1577: nuova minaccia di peste; contro la calamità, venne eretta la cappella di San Rocco e un presunto miracolo, fermò l'epidemia.
- 1630-1631: la grande e famigerata peste, descritta da Alessandro Manzoni nei I promessi sposi, colpì tutto il Nord Italia; dei duemiladuecento orceani, ne sopravvissero solo novecento; i morti, vennero seppelliti nella chiesa di San Giacomo e Filippo.
- 1712: l'antrace e l'afta epizootica, causarono una grande moria di bestiame.
- 1735 e 1763: morie di bestiame e pollame, praticamente totali.
- 1783: il 27 giugno, cominciò uno spaventoso temporale; per tre giorni, caddero fulmini ovunque (con gravi danni ad abitazioni e raccolti).
- 1802: il 12 maggio, un terremoto danneggiò la fiancata destra del Duomo.
- 1816-1817: carestia e diffusione del tifo esantematico; centottantatré morti nel 1816, centonovantotto nel 1817.
- 1836: tra aprile e luglio, violenta epidemia di colera.
- 1850: a dicembre, breve epidemia di colera.
- 1866: ennesima epidemia di colera; venne istituito un lazzaretto pubblico, nei pressi dell'ospedale vecchio (detto El pasterù). In occasione dell'epidemia, furono emessi decreti che punivano le famiglie che non denunciavano di avere dei malati.
- 1885-1886: epidemia di colera, seguita da una di vaiolo.
- 1918-1919: la violenta influenza spagnola, uccise duecento persone.
- 1945: campagna di annientamento delle colonie di zanzare, negli acquitrini vicini all'Oglio, e complementare opera di bonifica.
- 1956: l'invasione di locuste, danneggiò seriamente i raccolti, in estate.
- 1978: a Coniolo, moria di pollame.
- 2008: le cavallette devastarono i raccolti.
- 2014: il 25 luglio e l'11 ottobre, a causa di fortissime precipitazioni (il solo evento di luglio, riversò 187 mm di pioggia, in poche ore), vennero allagate diverse zone della città, con gravi danni ad attività e case private.
- 2020: pandemia di COVID-19. Da marzo 2020, Orzinuovi diventa uno dei principali focolai dell'epidemia, nell'area meridionale della provincia di Brescia[6][7], con sessantotto vittime ufficiali accertate. Dopo il capoluogo (813), Desenzano del Garda (89), Palazzolo sull'Oglio (84), Montichiari (80) e Lumezzane (78), il comune è il sesto più colpito della provincia, per decessi legati alla pandemia[8].

### Simboli
(Descrizione araldica dello stemma)
(Descrizione araldica del gonfalone)
(Descrizione araldica della bandiera)
Lo stemma e il gonfalone sono stati concessi con decreto del capo del governo del 9 giugno 1937.

## Monumenti e luoghi d'interesse

### Monumenti civili e militari
- Rocca di San Giorgio (Orzinuovi) sec. XII-XVI, ciò che rimane della cittadella militare (pentagonale) voluta della Repubblica Veneta, sotto il cui dominio la zona passò dopo la pace di Lodi del 1454. Nel 1995 il Castello venne restaurato, per renderne funzionali gli spazi ed accogliere mostre, concerti, convegni e/o esposizioni.
- Gli antichi magazzini del grano furono trasformati nella Biblioteca civica.
- Porta Sant'Andrea, sec. XV,
- Porta San Giorgio, sec. XV,
- Palazzo Podestarile, sec. XV,
- Casa Pavoni, sec. XVI,
- Palazzo Corniani, sec. XVII,
- Palazzo Borio di Tigliole-Corniani, secc. XVII-XIX,
- Palazzo Obici-Maffeis, sec. XVI,
- Palazzo Gualtieri-Camozzi-Maffeis, sec. XVI,
- Villa Cavazza-Maffeis, sec. XVII.

### Monumenti religiosi
- Parrocchiale di Santa Maria Assunta, San Bartolomeo e San Giorgio, secc. XIV-XIX,
- Chiesa di Santa Maria del Carnerio, sec. XVI,
- Chiesa di San Domenico, secc. XIX-XX
- Santuario Madonnina dell'Oglio, sec. XVIII

## Società

### Evoluzione demografica
Abitanti censiti

### Etnie e minoranze straniere
Secondo i dati ISTAT al 31 dicembre 2015 la popolazione straniera residente era di 1 739 persone. Le nazionalità maggiormente rappresentate in base alla loro percentuale sul totale della popolazione residente erano:
- Kosovo 562 4,44%
- India 304 2,40%
- Marocco 203 1,61%
- Albania 142 1,12%

### Lingue e dialetti
Il dialetto locale è una variante del lombardo orientale, e in particolare del bresciano. Presenta alcune influenze venete per la dominazione della Repubblica di Venezia durante molti anni e del cremonese, data la vicinanza con la provincia di Cremona.

## Cultura
Orzinuovi è da sempre una città ricca di attività culturali, promosse prevalentemente dalle molteplici realtà associative del territorio, forte di una tradizione di lunga data per quanto concerne incontri d'arte, mostre e appuntamenti di grande rilevanza.
Nell'ala superiore della Rocca San Giorgio si trova la pinacoteca cittadina, la quale custodisce moltissime opere di pregio della tradizione pittorica e artistica del territorio, oltre che una vasta collezione di opere oggetto di numerose donazioni e lasciti.
Buona parte delle attività culturali promosse in città, la quale annovera tra le realtà del Terzo Settore anche un’associazione locale della ProLoco, si concentrano nella piazza Vittorio Emanuele II, in piazza Garibaldi, antistante la Rocca e nell’Auditorium Aldo Moro, in piano centro storico.

### Musica
Nel mese di novembre del 2009 è stata fondata presso l'istituto G.B. Corniani la Virus Band, divenuta "Banda musicale Città di Orzinuovi", che ogni estate e ogni Natale rallegra il paese con i suoi concerti.
Dal 1932 è attiva la Fanfara dei Bersaglieri intitolata a Carlo Valotti, grande invalido della Prima Guerra Mondiale. La Fanfara è una tra le cinque più antiche d'Italia.

## Geografia antropica
Secondo l'ISTAT il territorio comunale comprende il centro abitato di Orzinuovi, le frazioni di Barco, Coniolo, Ovanengo e Pudiano, e le località di Cascina Andreana, Cascina Malpaga, Fenile Jaga, Fenile Salnitro Sopra, Fontanella, Gavazza, Nosotto, Rossa e Villa Chiara.

### Frazioni

#### Barco
Barco, Barch, 270 abitanti, era noto un tempo anche con il nome di Castelbarco, come ricordato dal nome che ancor oggi porta la via che da Orzinuovi permette di raggiungere la frazione.
Già comune autonomo, fu annesso a Orzinuovi nel 1927 e sorge a 71 metri sul livello del mare.
Rinomata la processione del venerdì Santo, una delle più importanti d'Italia,
con la rappresentazione della Passione.
Bello è anche il castello situato nel centro abitato edificato dal conte Giovanni Francesco Martinengo nel 1463 sulle rovine di un precedente maniero, tutto interamente in mattoni.
La Parrocchia di Barco, come il castello, è di epoca feudale e deve la sua origine alla famiglia Martinengo. La chiesa è dedicata a Papa Gregorio Magno (590 – 640), e possiede pregevoli statue dei dodici apostoli.

#### Coniolo
Coniolo, Coniöl, è tra le frazioni più grandi: vanta infatti circa 900 abitanti, possiede una chiesa con il relativo campanile, una chiesetta dedicata alla Madonna del voto, un cimitero, un ufficio postale, una farmacia, un bar, un pub e un laboratorio veterinario.
Di interesse storico la Badia di regola agostiniana e già commenda di Pietro Bembo e successivamente del figlio Torquato.
Molto noti sono inoltre la festa di San Camillo e il festival musicale di indie-rock "No Silenz", in occasione dei quali la popolazione delle zone limitrofe, si ritrova per ascoltare musica, mangiare, ballare e divertirsi.
Il paese possiede inoltre un campo di beach volley e un campo di calcio.
Nel 2010 nasce la squadra ASD Tennis tavolo Coniolo, che nel 2016 diventa affiliata della Fitet.
A Coniolo il medico curante era Ettore Nobilini deceduto il 7 luglio 1987, a cui è stato dedicata una via a Orzinuovi per le sue opere benefiche. Una via gli è stata dedicata anche a Soncino perché è stato il primo direttore sanitario e fondatore dell'AVIS Soncinese. Pacifista, non violento secondo lo stile gandhiano, ha avuto lettere di corrispondenza con Aldo Capitini e ha proposto al Parlamento italiano di ricorrere la giornata per gli Stati Uniti del Mondo nel 1961.

#### Ovanengo
Ovanengo, Anench, è dopo la Rossa, la frazione meno popolata. Vi sono però ben un ristorante e un palazzo del 1700.
Nella frazione di Ovanengo è presente un mulino storico appartenuto alla nobile famiglia bresciana dei Martinengo.

#### Pudiano
Pudiano, Püdià , piccolissima frazione di poche decine di abitanti, era un tempo raggiungibile da una caratteristica strada affiancata da due filari di pioppi cipressini (ora abbattuti) messi a dimora dal conte Giulio Tartarino Caprioli nei primi anni del '900. Pudiano è stato feudo dei conti Caprioli fin dal '400.
Pregevoli sono Palazzo Caprioli, sito nella omonima piazza, e la Chiesa dedicata a San Giorgio (un tempo parrocchia con diritto ai conti Caprioli di nominarne il parroco). Nella Chiesa sono conservate le reliquie di San Bonifacio martire, ivi collocate dai conti Caprioli. Poco dopo l'anno 2000 è stata ripristinata la tradizione dell'esposizione delle reliquie (un tempo ogni 25 anni, oggi con cadenza quinquennale). L'ultima si è tenuta nel 2012.

#### Rossa
La Rossa, Rósö, è una località costituita principalmente da alcune cascine, un tempo assai più densamente popolate di oggi, che continua a essere, benché piccolo centro rurale, molto caro alla comunità orceana. Molto rinomata e importante è la festa di San Camillo, organizzata dagli abitanti di Coniolo presso la cascina locale di proprietà dei Migliorati, che si tiene intorno alla metà di luglio. Dal 2007 la festa di San Camillo è stata spostata nella cascina "Abbazia" dei fratelli Zucchi.

## Amministrazione
| Periodo        | Periodo        | Primo cittadino     | Partito                         | Carica  | Note |
| -------------- | -------------- | ------------------- | ------------------------------- | ------- | ---- |
| 23 aprile 1995 | 14 giugno 2004 | Ambrogio Paiardi    | lista civica di centro-sinistra | Sindaco |      |
| 14 giugno 2004 | 8 giugno 2009  | Roberto Faustinelli | Lega Nord                       | Sindaco |      |
| 8 giugno 2009  | 27 maggio 2019 | Andrea Ratti        | lista civica di centro-sinistra | Sindaco |      |
| 27 maggio 2019 | 10 giugno 2024 | Gianpietro Maffoni  | Fratelli d'Italia               | Sindaco |      |
| 10 giugno 2024 | in carica      | Laura Magli         | Fratelli d'Italia               | Sindaco |      |

## Infrastrutture e trasporti

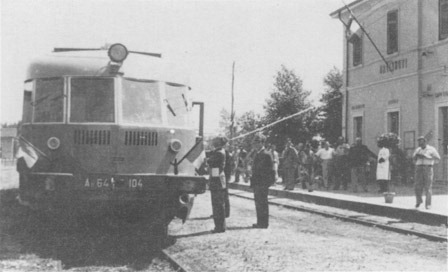
La stazione ferroviaria nel luglio 1950

Il 1º maggio 1881 a Orzinuovi giunse la tranvia a vapore da Brescia che il 20 dicembre proseguì per Soncino. La tranvia era connessa all'area industriale del milanese grazie alla tranvia Lodi-Crema-Soncino, permettendo così la crescita del mercato locale. La tranvia attraversava il centro del paese e piazza Vittorio Emanuele II, ma la stazione principale del tram si trovava lungo l'attuale via Giacomo Matteotti in direzione di Soncino. Nel 1926 cominciarono i lavori di elettrificazione della linea. Le necessità moderne imposero la costruzione di un nuovo tracciato esterno al paese che venne aperto il 13 febbraio 1928, mentre il primo tram a trazione elettrica giunse il 18 marzo. La nuova stazione tranviaria era in via Montenero. Il tram fu soppresso il 28 marzo 1950 per decisione del gestore, la Tramvie Elettriche Bresciane, e sostituito da un'autolinea della Società Italiana Autoservizi.
Vicino alla nuova stazione tranviaria sorse la stazione ferroviaria della linea Cremona-Iseo, in concessione alla Società Nazionale Ferrovie e Tramvie. La linea ferroviaria arrivò a Orzinuovi il 22 agosto 1932, con l'apertura del tracciato tra Soncino e Rovato. La ferrovia fu soppressa il 2 gennaio 1956 per scarsità di traffico passeggeri e merci.

## Sport
La squadra di pallacanestro maschile locale, la Pallacanestro Orzinuovi (sponsorizzata Agribertocchi), ha militato nel campionato di Serie A2 dal 2019-2020 al 2021-2022. Grazie a un ripescaggio è poi tornata a disputare la medesima categoria nel 2023-2024. Nonostante la retrocessione giunta al termine di quella stagione, ha mantenuto il posto in A2 grazie all'operazione societaria che ha portato in città il presidente della Blu Basket Treviglio Stefano Mascio nell'estate del 2024.
Il club gioca le proprie partite interne al PalaBertocchi, impianto che, dopo i lavori terminati nel 2020, dispone di circa duemila posti a sedere.
La squadra di calcio locale, l'Orceana, milita nel campionato di Eccellenza. Raggiunse la Serie C2 sul finire degli anni ottanta, quando l'allenava Luigi Maifredi, in seguito tecnico di Bologna e Juventus. Lo Stadio Comunale di Orzinuovi fu inaugurato nel 1972 e dispone di 1000 posti a sedere.
L'altra squadra locale di Orzinuovi, il Jolly, milita nei campionati affiliati al CSI. A differenza dell'Orceana, il Jolly è iscritto al campionato di calcio a 7.
La seconda squadra cestistica cittadina, l'A.S.D. River Basket, partecipa al campionato di Serie D.
Orzinuovi aveva anche un'altra squadra di calcio, l'A.S.D. Orzinuovi, che ha militato in Seconda e Terza Categoria, e una squadra di calcio a 5, l'A.C. Orzinuovi Calcio a 5, che militava nel campionato di Serie C1 lombarda.

## Fiera Regionale di Orzinuovi
Viene organizzata annualmente dal 1948. Nasce come fiera mercato per l'agricoltura. Fin dagli anni cinquanta la fiera entra a pieno titolo nel novero delle Fiere più note in provincia di Brescia e in Lombardia. L'organizzazione, per rendere più importante e qualificata la Fiera in ambito professionale (merceologico, zootecnico, agricolo), dà vita a numerose manifestazioni per intrattenere il pubblico. Da ricordare il 1° Festival Orceano della Canzone dell'edizione del 1955, tenutosi dal 25 al 29 agosto. Fu organizzato in collaborazione con la RAI, la Siae e la Sedrim. Parteciparono più di 248 autori che presentarono altrettante canzoni. Una commissione selezionò tra tutti i partecipanti solo dodici brani musicali per la serata finale. La commissione fu presieduta dal sindaco Carlo Arici e composta dal commendatore Ferruzzi (impresario teatrale), Vittorio Brunelli, Franco Soardi, Carolì Ferraresi e da Vittorio Tolasi. La sera della finale, condotta da Walter Marchiselli, verrà dichiarata vincitrice con 918 punti la canzone "Bella Orceana" di Giuseppe Enzo Palanti, uno swing moderato composto dal Palanti in testo e musica. Al secondo posto, con 700 punti, "Le mie lacrime" di F. Tettoni con musica di Gianni Terlisio. Al terzo posto, con 603 punti, "Cin Cin" di Baratta e Bernazza. La Fiera Regionale di Orzinuovi, così è chiamata odiernamente, si svolge solitamente tra la fine del mese di agosto e l'inizio di settembre.
A seguito della pandemia di COVID-19, la 72ª edizione e la 73ª edizione (rispettivamente, le edizioni 2020 e 2021), vennero annullate. La motivazione ufficiale (riguardo l'annullamento) fu perché avrebbero potuto costituire, un possibile e pericoloso focolaio di contagi, sull'intera Bassa Bresciana orientale. La Fiera venne, pertanto, posticipata al 2022.